# Cosmoscarta aerata
Cosmoscarta aerata är en insektsart som beskrevs av Jacobi 1905. Cosmoscarta aerata ingår i släktet Cosmoscarta och familjen spottstritar. Inga underarter finns listade i Catalogue of Life.